# فينيرامين
قالب دواء

فينيرامين(بالإنجليزية: pheniramine)‏  هو مركب كيميائي يستخدم كدواء مضاد للتَحسُّس مضادات الهستامين يستخدم لعلاج الحالات التحسسية مثل سيلان الأنف والطفح الجلدي وتهيج العين عادة مايتواجد فينيرامين في مركبات دوائية مع أكثر من مادة فعالة

## آلية عمل الدواء
ينتمي إلى فئة مثبّطات النّوع الأول من مستقبلات الهستامين H1 وله خواص مضادة للكولين